# Dubravka Ostojić
Dubravka Ostojić (Zagreb, 19 juni 1961) is een Kroatisch actrice. 
Ostojić studeerde aan de Akademija dramske umjetnosti u Zagrebu, de Kunstacademie van de Universiteit van Zagreb. Haar filmdebuut maakte ze in de film To nije moj život, to je samo privremeno die in 1985 werd uitgebracht. Ostojić speelt ook in televisieseries en in het theater. 

## Filmografie
- To nije moj život, to je samo privremeno (1985)
- Smogovci (1991)
- Anđele moj dragi (1995)
- Tri muškarca Melite Žganjer (1998)
- Naša mala klinika (2004-2007)